# Obleganje Moskve (1606)
Obleganje Moskve (rusko осада Москвы) je bilo obleganje Moskve odredov Ivana Bolotnikova in drugih voditeljev uporniških sil jeseni 1606 v obdobju težav.

## Zgodovina

### Uvod
Vezanje kmetov na zemljo v Rusiji konec 16. stoletja, velika lakota 1601–1603 kot tudi anarhija in poljska intervencija po smrti Borisa Godunova leta 1605 sta leta 1606 pripeljala do spontanega kmečkega upora v južni Rusiji. Smrt Lažnega Dimitrija I. je bila povod in pravna pretveza za množično vstajo vseh slojev v Rusiji – tako med zasužnjenimi in lačnimi kmeti kot med obubožanim malim plemstvom, nezadovoljnim z bojarskim carjem Vasilijem. Pod vodstvom Ivana Bolotnikova je vojska, sestavljena iz kmetov, kozakov in malega plemiča, avgusta 1606 uničila carsko vojsko pri Kromi in nato spet septembra pri Kalugi. Z združitvijo sil s plemiči iz Tule in Rjazana pod poveljstvom vojvod Istome Paškova in Prokopija Ljapunova so uporniki ponovno porazili carsko vojsko pri Kolomni.

### Uporniška vojska
Po Chestru Dunningu se je »obleganje Moskve začelo 28. oktobra 1606.« Vojska Istome Paškova je postavila utrjene tabore v Kolomenskoji z zemeljskimi nasipi in palisadami ter v Zaborju z uporabo obkrožajočih sani, ki so bile zložene ena na drugo in nato prekrite z zamrznjeno vodo, kar je ustvarilo »improvizirano obzidje, močno kot kamen.« V začetku novembra je prišel Ivan Bolotnikov, Istoma Paškov pa se je preselil v Nižnije Kotli. Oblegovalni vojvode carja Vasilija so zasedli guljaj-gorod (mobilno fortifikacijo) pred Vrati Serpuhova in Samostanom Simonov, medtem ko je bil vojaški vojvoda knez Mihail Skopin-Šujski nameščen ob reki Jauza. Skopin-Šujski je zlasti preprečil upornikom, da bi zasedli Krasnoe Selo, severovzhodno od Moskve, zadnjo cesto, po kateri so ljudje in zaloge še dosegali Moskvo.
Po zajetju Kolomne se je Bolotnikov premaknil v Moskvo. V vasi Troickoje, Kolomenskij ujezd sta uporniška poveljnika Istoma Paškov in Prokopij Ljapunov uspela premagati čete, zveste carju Vasiliju. Potem se je vojska Bolotnikova namestila v vasi Kolomenskoje, sedem verstov od Moskve. Tam so njegove čete zgradile fortifikacije in 7. oktobra začele oblegati Moskvo. Medtem je Bolotnikov začel pošiljati pisma, tudi v Moskvo, kjer je ljudstvo pozival k uporu proti bojarjem, plemičem in trgovcem ter k poljubljanju križa »zakonitemu suverenu Dimitriju Ivanoviču«.
Odredi Bolotnikova so se nenehno dopolnjevali, pridružili so se mu potepuhi in podložniki. Različni viri so število odredov Bolotnikova ocenili na približno 100 tisoč ljudi, kar je pretirano. Zgodovinar Ruslan Skrinnikov meni, da so najbolj zanesljivi podatki Poljaka Stadnickega, ki je število upornikov blizu Moskve ocenil na 20 tisoč ljudi. Car Vasilij je imel na razpolago približno enake sile, podprte z močnimi fortifikacijami Moskve. Uporniška vojska je bila razdeljena na enote pod poveljstvom znanih poveljnikov, med katerimi so bili Grigorij Sunbulov, Prokopij Ljapunov, Istoma Paškov, Jurij Bezzubcev in drugi. Novembra so se vstaji pridružili kozaki Ilejka Muromca. Bolotnikov je načrtoval popolno obkolitev in vstajo v samem mestu. Število uporniških čet jim ni dovoljevalo, da bi obkolili Moskvo dovolj tesno, da bi prekinili vse komunikacije in oskrbo s hrano. Večina upornikov je bila uporniških podložnikov, bili pa so tudi kozaki, lokostrelci in revni plemiči. Raznolikost družbene sestave vojske je negativno vplivala na njeno organizacijo – v bistvu skupek neodvisnih odredov, ki se pogosto niso hoteli podrediti Bolotnikovu, nekdanjemu podložniku, ki se je imenoval »vojvoda carja Dimitrija«.

### Razmere v Moskvi
Ko so se uporniki približali prestolnici, je Šujski sprejel več ukrepov za obrambo mesta. Utrdili so predmestja in naselja. Nekateri vojaki, ki so jim bili na voljo, pod poveljstvom »oblegovalnih poveljnikov« Dimitrija Turenina in Ivana Puškina, so imeli za cilj obrambo mestnih fortifikacij. Drugi mobilni del vojske, ki so ga vodili Mihail Skopin-Šujski, Andrej Golicin in Boris Tatjev, namenjen napadom, se je nahajal pri Vratih Serpuhova in opazoval sovražnikov tabor. 
Med Moskvo in okoliškimi mesti so vzpostavili komunikacijo, čete so patruljirale po cestah. Novembra so prišle okrepitve iz Tverja in Smolenska, ki so bile večinoma sestavljene iz plemičev, trgovcev itd.
Šujski je ob podpori patriarha Hermogena spretno prepričeval Moskovčane, vključno z meščani, da jim vojska Bolotnikova ne bo prizanesla, saj naj bi vse obtožil poskusa umora suverena (epizoda z umorom Lažnega Dimitrija I. maja 1606) in izbire Šujskega za carja. Šujski se ni bal narediti koraka brez primere v razmerah državljanske vojne in je celotno prebivalstvo, pripravljeno na boj, oborožil z arkebuzami, sulicami, sabljami in sekirami ter prejel približno 10 tisoč oboroženih branilcev mesta. Jedro njegovih sil je sestavljalo več tisoč strelcev, čeprav je bil moskovski garnizon številčno oslabljen zaradi prisilnega razpošiljanja njegovega dela v druge garnizije, pa tudi zaradi mnogih primerov dezertiranja uslužbencev pod vtisom uspehov uporniške vojske.

### Pogajanja
Istočasno je Šujski v tabor Bolotnikova poslal parlamentarce, ki so med upornike lahko zasejali dvome in jim zagotovili, da so videli truplo sleparja po imenu Dimitrij. Medtem je v vojski Bolotnikova prišlo do razkola. Na eni strani so bili plemiči in bojarski otroci, na drugi pa podložniki, kozaki itd. Prve so vodili Paškov in brata Ljapunov, vsi drugi so bili na strani Bolotnikova. Plemiški odredi, ki so jih pritegnile obljube carja Vasilija in prestrašeni zaradi kmečkega upora, so izdali Bolotnikova. Najprej so 15. novembra po tajnih stikih s Šujskim Ljapunova in dva tedna nato še Paškov zapustili uporniški tabor. Prokopij Ljapunov je istočasno od Šujskega prejel čin dumskega plemiča. Podobna zgodba se je zgodila Grigoriju Sunbulovu in njegovim ljudem.
Sredi novembra je Šujski odprl pot proti Smolensku, ko je Grigorij Ivanovič Poltjev vodil vojake, da so očistili Dorogobuž in Vjazmo upornikov, preden so nadaljevali do trdnjave Možajsk, kjer se je donski ataman Ivan Goremikin predal po enotedenskem obleganju. Istočasno je knez Danil Mezecki vodil enote iz Moskve v Možajsk, medtem ko je Ivan Količev vodil sile proti Josifo-Volockemu samostanu in nato naprej v Možajsk. Decembra 1606 je prejel čin bojarja in majordoma (upravitelja dvora). Po besedah Dunninga: »Ko je bila zahodna blokada prestolnice zdaj prekinjena, je Količev združil sile Poltjeva, Mezeckega in svojih ljudi z vojaki iz Vjazme in se do 29. novembra vrnil v Moskvo.«
Po besedah Dunninga: »Pred 2. decembrom so uradniki carja Vasilija na skrivaj stopili v stik s Paškovom in skrbno načrtovali, kako bi njegovo izdajo med prihajajočo bitko izkoristili za največjo korist. 2. decembra, tretji dan frustrirajočega obleganja Zaborja, se je južno od Moskve razvila splošna bitka.«

### Sovražnosti
27. novembra so čete Šujskega, koncentrirane v bližini Samostana Danilov, pod splošnim poveljstvom Skopin-Šujskega, napadle sovražnika. Med bitko je uporniški tabor zapustil enoto Istome Paškova. 2. decembra so carske čete, okrepljena z izdajalci, znova napadle Bolotnikova in porazile njegovo vojsko pri vasi Nižnije Kotli.
Nekaj bojev je potekalo »onkraj Jauze«, blizu Samostana Simonov, ki so ga napadli možje Bolotnikova in odbili carjevi vojaki. Glavne sile Bolotnikova so se umaknile v utrjen tabor v vasi Kolomenskoje. Tu je potekala večdnevna bitka, v kateri je bil Bolotnikov poražen. Del razloga je bila izdaja Istome Paškova, ki ga je podkupil car, čeprav je z njim odšel le relativno majhen del dejanske plemiške vojske. Del vojske Bolotnikova, predvsem kozakov, se je utrdil v vasi Zaborje, a se je po treh dneh odpora ataman Bezzubcev predal in prisegel zvestobo Šujskemu. Ker Bolotnikov ni želel popolnoma braniti taborišča v Kolomenskoji, se je z večino svojih čet umaknil v Serpuhov in nato v Kalugo. Nekaj oboroženih upornikov se je naselilo v Tuli.
Po besedah Dunninga: »je Skopin-Šujski nato lahko zasedel Kolomenskoje, zavzel tabor Bolotnikova in velike količine zalog. Obleganje Moskve se je za upornike končalo katastrofalno. Doživeli so hud poraz in vojska carja Vasilija se je zmagoslavno vrnila v prestolnico z mnogimi ujetniki. Na splošno so število uporniških ujetnikov usmrčenih po obleganju Moskve sodobniki ocenili na 15.000.«

### Posledice
Uporniki v Kalugi so zdržali trimesečno obleganje, nato pa so spomladi 1607 s pomočjo zaporoških kozakov zavzeli Tulo. Ko je zbral približno 30.000 mož, se je Bolotnikov maja 1607 znova odpravil proti Moskvi, vendar je bil v začetku junija 1607 poražen pri reki Vosmi. Približno 10.000 preživelih upornikov se je zateklo v Tulo, ki je bila po štirimesečnem obleganju zavzeta.